# شاتل فضایی آتلانتیس
شاتل فضایی آتلانتیس (به انگلیسی: Space Shuttle Atlantis) نام یکی از مدارگردهای برنامه شاتل‌های فضایی سازمان هوانوردی و فضایی ملی آمریکا (ناسا) بود که مأموریت ارسال فضانوردان و قطعات فنی ایستگاه بین‌المللی فضایی را به عهده داشت. این فضاپیما در یکی از مأموریت‌هایش، برای تعمیر تلسکوپ فضایی هابل به فضا رفت.

## آخرین مأموریت و بازنشستگی

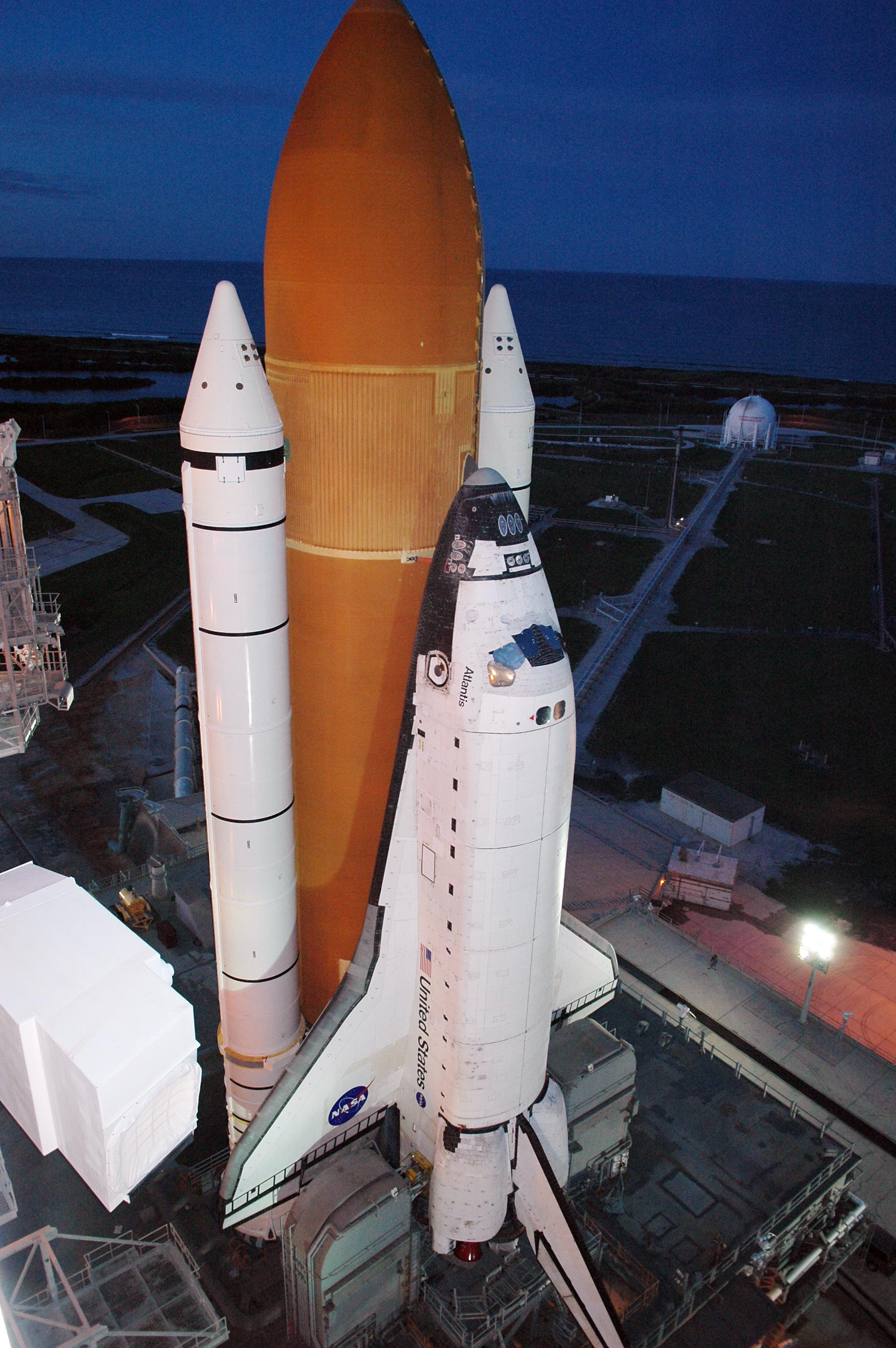
شاتل فضایی آتلانتیس

آخرین مأموریت شاتل فضایی آتلانتیس روز جمعه، (۸ ژوئن ۲۰۱۱) ۱۷ تیر ۱۳۹۰ مرکز فضایی کندی را به قصد ایستگاه بین‌المللی فضایی ترک گفت و در صبح پنج شنبه، (۲۱ ژوئیه، ۲۰۱۱)۳۱ تیر ۱۳۹۰ ساعت ۱۲:۴۹ دقیقه به وقت محلی در پایگاه نیروی هوایی ادواردز در صحرای موهاوی در جنوب شرقی کالیفرنیا به زمین نشست، آتلانتیس در ۳۰۷ روز فضاپیمایی خود نزدیک به ۱۲۶ میلیون مایل در طی ۳۳ پرواز طی کرده‌است. آتلانتیس، مدارگرد چهارم ساخته شده‌است
مأموریت دو هفته‌ای شاتل به فضا در مجموع سفری پردردسر بود. آتلانتیس طی این مأموریت شش روز را در کنار ایستگاه بین‌المللی گذراند.
بخش اعظم این شش روز از سوی فضانوردان صرف تلاش برای راه اندازی مجدد کامپیوترهای از کار افتاده ایستگاه که سیستم‌های زیستی آن را کنترل می‌کنند شد.
فضانوردان همچنین مجبور شدند یک پیاده‌روی فضایی برای تعمیر بخشی از پوشش ضدحرارتی شاتل انجام دهند. در این مأموریت در مجموع سه پیاده‌روی فضایی به خارج از ایستگاه انجام شد.
مأموریت اصلی آتلانتیس نصب واحد جدیدی از باتری‌های خورشیدی در ایستگاه بین‌المللی فضایی و جایگزینی یک فضانورد، سونیتا ویلیامز، با فضانوردی دیگر، کلی آندرسن، که هر دو آمریکایی هستند بود.
خانم ویلیامز با بیش از شش ماه حضور در ایستگاه بین‌المللی فضایی رکورددار طولانی‌ترین حضور فضانوردان زن در فضا شده‌است.
هفت خدمه آتلانتیس همچنین در دوره حضور خود در ایستگاه بین‌المللی فضایی عملیات مقدماتی نصب واحد جدیدی از تأسیسات این ایستگاه به نام واحد کلمبوس را به اتمام رساندند.
واحد کلمبوس ایستگاه بین‌المللی فضایی بخش اصلی تعهد یک صد میلیون دلاری سازمان فضایی اروپا به آی اس اس است و قرار بود تا پایان سال ۲۰۰۷ به این ایستگاه ملحق شود. این پرواز مداری در واقع آخرین سفر شاتل‌های فضایی بود و بدین ترتیب پرونده شاتل‌های فضایی ایالات متحده آمریکا برای همیشه بسته شد. کد آخرین مأموریت فضایی شاتل آتلانتیس اس‌تی‌اس-۱۳۵ بود. کریستوفر فرگوسن به عنوان فرمانده ناو فضایی، داگلاس هارلی به عنوان خلبان و ساندرا مگنوس و رکس والهیم دو فضانورد دیگر این مأموریت شرکت کردند و بدینسان آخرین پرواز فضایی آتلانتیس از نظر تعداد فضانورد نیز به یک استثناء تبدیل شد. شاتل‌های فضایی معمولاً به همراه ۷ فضانورد راهی مدار زمین می‌شدند.

## نگارخانه

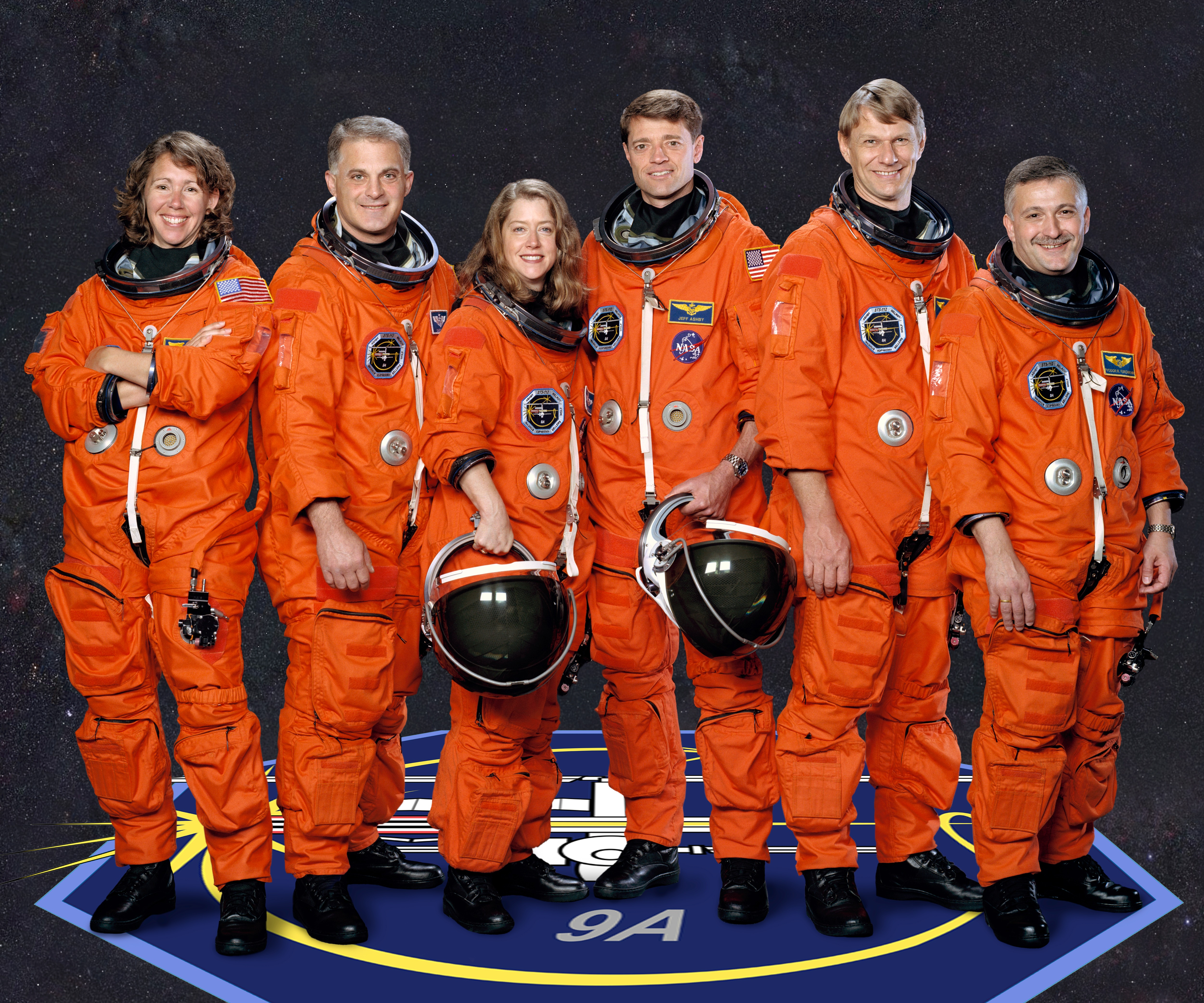
سرنشینان آتلانتیس در مأموریت اس‌تی‌اس-۱۱۲

## مأموریت‌ها
| #  | تاریخ پرتاب     | تعیین        | سکوی پرتاب | محل پرتاب     | مدت                                 | فاصله                              | یادداشت |
| -- | --------------- | ------------ | ---------- | ------------- | ----------------------------------- | ---------------------------------- | --- |
| ۱  | ۳ اکتبر ۱۹۸۵    | اس‌تی‌اس-۵۱-جی | ۳۹ای       | ادوارد ای‌اف‌بی | ۴ روز، ۱ ساعت، ۴۴ دقیقه، ۳۸ ثانیه   | ۱٬۶۸۲٬۶۴۱ مایل (۲٬۷۰۷٬۹۴۸ کیلومتر) | اولین مأموریت آتلانتیس |
| ۲  | ۲۶ نوامبر ۱۹۸۵  | اس‌تی‌اس-۶۱-بی | ۳۹ای       | ادوارد ای‌اف‌بی | ۶ روز، ۲۱ ساعت، ۴ دقیقه، ۴۹ ثانیه   | ۲٬۴۶۶٬۹۵۶ مایل (۳٬۹۷۰٬۱۸۱ کیلومتر) | |
| ۳  | ۲ دسامبر ۱۹۸۸   | اس‌تی‌اس-۲۷    | ۳۹بی       | ادوارد ای‌اف‌بی | ۴ روز، ۹ ساعت، ۵ دقیقه، ۳۷ ثانیه    | ۱٬۸۱۲٬۰۷۵ مایل (۲٬۹۱۶٬۲۵۲ کیلومتر) | یک ماهواره را فرستاد. در این مأموریت کمی آسیب دید.                                                                          |
| ۴  | ۴ مه ۱۹۸۹       | اس‌تی‌اس-۳۰    | ۳۹بی       | ادوارد ای‌اف‌بی | ۴ روز، ۰ ساعت، ۵۶ دقیقه، ۲۸ ثانیه   | ۱٬۴۷۷٬۵۰۰ مایل (۲٬۳۷۷٬۸۰۰ کیلومتر) | فضاپیمای ماگلان را برای کاوش زهره فرستاد                                                                                    |
| ۵  | ۱۸ اکتبر ۱۹۸۹   | اس‌تی‌اس-۳۴    | ۳۹بی       | ادوارد ای‌اف‌بی | ۴ روز، ۲۳ ساعت، ۳۹ دقیقه، ۲۰ ثانیه  | ۱٬۸۰۰٬۰۰۰ مایل (۲٬۹۰۰٬۰۰۰ کیلومتر) | فضاپیمای گالیله را برای کاوش مشتری فرستاد                                                                                   |
| ۶  | ۲۸ فوریه ۱۹۸۹   | اس‌تی‌اس-۳۶    | ۳۹ای       | ادوارد ای‌اف‌بی | ۴ روز، ۱۰ ساعت، ۱۸ دقیقه، ۲۲ ثانیه  | ۱٬۸۳۷٬۹۶۲ مایل (۲٬۹۵۷٬۹۱۳ کیلومتر) | این مأموریت به وزارت دفاع اختصاص داشت و یک ماهواره جاسوسی پرتاب کرد.                                                        |
| ۷  | ۱۵ نوامبر ۱۹۹۰  | اس‌تی‌اس-۳۸    | ۳۹ای       | کااس‌سی        | ۴ روز، ۲۱ ساعت، ۵۴ دقیقه، ۳۱ ثانیه  | ۲٬۰۴۵٬۰۵۶ مایل (۳٬۲۹۱٬۱۹۹ کیلومتر) | ماموریت به وزارت دفاع اختصاص داشت و یک ماهواره جاسوسی پرتاب کرد.                                                            |
| ۸  | ۵ آوریل ۱۹۹۱    | اس‌تی‌اس-۳۷    | ۳۹ بی      | ادوارد ای‌اف‌بی | ۵ روز، ۲۳ ساعت، ۳۲ دقیقه، ۴۴ ثانیه  | ۲٬۴۸۷٬۰۷۵ مایل (۴٬۰۰۲٬۵۵۹ کیلومتر) | رصدخانه پرتوی گامای کامپتون را به مدار برد.                                                                                 |
| ۹  | ۲ اوت ۱۹۹۱      | اس‌تی‌اس-۴۳    | ۳۹ای       | کااس‌سی        | ۸ روز، ۲۱ ساعت، ۲۱ دقیقه، ۲۵ ثانیه  | ۳٬۷۰۰٬۴۰۰ مایل (۵٬۹۵۵٬۲۰۰ کیلومتر) | یک ماهواره را به مدار برد                                                                                                   |
| ۱۰ | ۲۴ نوامبر ۱۹۹۱  | اس‌تی‌اس-۴۴    | ۳۹ای       | ادوارد ای‌اف‌بی | ۶ روز، ۲۲ ساعت، ۵۰ دقیقه، ۴۴ ثانیه  | ۲٬۸۹۰٬۰۶۷ مایل (۴٬۶۵۱٬۱۱۲ کیلومتر) | ماموریت به وزارت دفاع اختصاص داشت. یک ماهواره را به مدار برد                                                                |
| ۱۱ | ۲۴ مارس ۱۹۹۲    | اس‌تی‌اس-۴۵    | ۳۹ای       | کااس‌سی        | ۸ روز، ۲۲ ساعت، ۹ دقیقه ۲۸ ثانیه    | ۳٬۲۷۴٬۹۴۶ مایل (۵٬۲۷۰٬۵۱۵ کیلومتر) | اطلس-۱ را به مدار برد |
| ۱۲ | ۳۱ ژوئیه ۱۹۹۲   | اس‌تی‌اس-۴۶    | ۳۹ای       | کااس‌سی        | ۷ روز، ۲۳ ساعت، ۱۵ دقیقه، ۳ ثانیه   | ۳٬۳۲۱٬۰۰۷ مایل (۵٬۳۴۴٬۶۴۳ کیلومتر) | دو ماهواره برده شد اولی متعلق به همکاری ناسا و آژانس فضایی ایتالیا بود که ناموفق ماند و دومی متعلق به آژانس فضایی اروپا بود |
| ۱۳ | ۳ نوامبر ۱۹۹۴   | اس‌تی‌اس-۶۶    | ۳۹بی       | ادوارد ای‌اف‌بی | ۱۰ روز، ۲۲ ساعت، ۳۴ دقیقه، ۲ ثانیه  | ۴٬۵۵۴٬۷۹۱ مایل (۷٬۳۳۰٬۲۲۶ کیلومتر) | اطلس-۳ را به فضا برد. |
| ۱۴ | ۲۹ ژوئن ۱۹۹۵    | اس‌تی‌اس-۷۱    | ۳۹ای       | کااس‌سی        | ۹ روز، ۱۹ ساعت، ۲۲ دقیقه، ۱۷ ثانیه  | ۴٬۱۰۰٬۰۰۰ مایل (۶٬۶۰۰٬۰۰۰ کیلومتر) | اولین اتصال شاتل و ایستگاه فضایی میر که در آن دو فضانورد را برد و سه فضانورد را برگرداند.                                   |
| ۱۵ | ۱۲ نوامبر ۱۹۹۵  | اس‌تی‌اس-۷۴    | ۳۹ای       | کااس‌سی        | ۸ روز، ۴ ساعت، ۳۱ دقیقه، ۴۲ ثانیه   | ۳٬۴۰۰٬۰۰۰ مایل (۵٬۵۰۰٬۰۰۰ کیلومتر) | آب، تجهیزات و لوازم را برای آپگرید ایستگاه فضایی میر به فضا برد.                                                            |
| ۱۶ | ۲۲ مارس ۱۹۹۶    | اس‌تی‌اس-۷۶    | ۳۹بی       | ادوارد ای‌اف‌بی | ۹ روز، ۵ ساعت، ۱۶ دقیقه، ۴۸ ثانیه   | ۳٬۸۰۰٬۰۰۰ مایل (۶٬۱۰۰٬۰۰۰ کیلومتر) | |
| ۱۷ | ۱۶ سپتامبر ۱۹۹۶ | اس‌تی‌اس-۷۹    | ۳۹ای       | کااس‌سی        | ۱۰ روز، ۳ ساعت، ۱۹ دقیقه، ۲۸ ثانیه  | ۳٬۹۰۰٬۰۰۰ مایل (۶٬۳۰۰٬۰۰۰ کیلومتر) | |
| ۱۸ | ۱۲ ژانویه ۱۹۹۷  | اس‌تی‌اس-۸۱    | ۳۹بی       | کااس‌سی        | ۱۰ روز، ۴ ساعت، ۵۶ دقیقه، ۳۰ ثانیه  | ۳٬۹۰۰٬۰۰۰ مایل (۶٬۳۰۰٬۰۰۰ کیلومتر) | |
| ۱۹ | ۱۵ مه ۱۹۹۷      | اس‌تی‌اس-۸۴    | ۳۹ای       | کااس‌سی        | ۹ روز، ۵ ساعت، ۲۰ دقیقه، ۴۷ ثانیه   | ۳٬۶۰۰٬۰۰۰ مایل (۵٬۸۰۰٬۰۰۰ کیلومتر) | |
| ۲۰ | ۲۵ سپتامبر ۱۹۹۷ | اس‌تی‌اس-۸۶    | ۳۹ای       | کااس‌سی        | ۱۰ روز، ۱۹ ساعت، ۲۲ دقیقه، ۱۲ ثانیه | ۴٬۲۲۵٬۰۰۰ مایل (۶٬۷۹۹٬۰۰۰ کیلومتر) | |
| ۲۱ | ۱۹ مه ۲۰۰۰      | اس‌تی‌اس-۱۰۱   | ۳۹ای       | کااس‌سی        | ۹ روز، ۲۱ ساعت، ۱۰ دقیقه، ۱۰ ثانیه  | ۵٬۰۷۶٬۲۸۱ مایل (۸٬۱۶۹٬۴۸۲ کیلومتر) | |
| ۲۲ | ۸ سپتامبر ۲۰۰۰  | اس‌تی‌اس-۱۰۶   | ۳۹بی       | کااس‌سی        | ۱۱ روز، ۱۹ ساعت، ۱۲ دقیقه، ۱۵ ثانیه | ۴٬۹۱۹٬۲۴۳ مایل (۷٬۹۱۶٬۷۵۴ کیلومتر) | |
| ۲۳ | ۷ فوریه ۲۰۰۱    | اس‌تی‌اس-۹۸    | ۳۹ای       | ادوارد ای‌اف‌بی | ۱۲ روز، ۲۱ ساعت، ۲۱ دقیقه           | ۵٬۳۶۹٬۵۷۶ مایل (۸٬۶۴۱٬۴۹۵ کیلومتر) | |
| ۲۴ | ۱۲ ژوئیه ۲۰۰۱   | اس‌تی‌اس-۱۰۴   | ۳۹بی       | کااس‌سی        | ۱۲ روز، ۱۸ ساعت، ۳۶ دقیقه، ۳۹ ثانیه | ۵٬۳۰۹٬۴۲۹ مایل (۸٬۵۴۴٬۶۹۸ کیلومتر) | |
| ۲۵ | ۸ آوریل ۲۰۰۲    | اس‌تی‌اس-۱۱۰   | ۳۹بی       | کااس‌سی        | ۱۰ روز، ۱۹ ساعت، ۴۳ دقیقه، ۴۸ ثانیه | ۴٬۵۲۵٬۲۹۹ مایل (۷٬۲۸۲٬۷۶۳ کیلومتر) | |
| ۲۶ | ۷ اکتبر ۲۰۰۲    | اس‌تی‌اس-۱۱۲   | ۳۹بی       | کااس‌سی        | ۱۰ روز، ۱۹ ساعت، ۵۸ دقیقه، ۴۴ ثانیه | ۴٬۵۱۳٬۰۱۵ مایل (۷٬۲۶۲٬۹۹۴ کیلومتر) | |
| ۲۷ | ۹ سپتامبر ۲۰۰۶  | اس‌تی‌اس-۱۱۵   | ۳۹بی       | کااس‌سی        | ۱۱ روز، ۱۹ ساعت، ۶ دقیقه، ۳۵ ثانیه  | ۴٬۹۱۰٬۲۸۸ مایل (۷٬۹۰۲٬۳۴۳ کیلومتر) | |
| ۲۸ | ۸ ژوئن ۲۰۰۷     | اس‌تی‌اس-۱۱۷   | ۳۹ای       | ادوارد ای‌اف‌بی | ۱۳ روز، ۲۰ ساعت، ۱۲ دقیقه، ۴۴ ثانیه | ۵٬۸۰۹٬۳۶۳ مایل (۹٬۳۴۹٬۲۶۳ کیلومتر) | |
| ۲۹ | ۷ فوریه ۲۰۰۸    | اس‌تی‌اس-۱۲۲   | ۳۹ای       | کااس‌سی        | ۱۲ روز، ۱۸ ساعت، ۲۱ دقیقه، ۵۰ ثانیه | ۵٬۲۹۶٬۸۴۲ مایل (۸٬۵۲۴٬۴۴۱ کیلومتر) | |
| ۳۰ | ۱۱ مه ۲۰۰۹      | اس‌تی‌اس-۱۲۵   | ۳۹ای       | ادوارد ای‌اف‌بی | ۱۲ روز، ۲۱ ساعت، ۳۷ دقیقه، ۹ ثانیه  | ۵٬۲۷۶٬۰۰۰ مایل (۸٬۴۹۱٬۰۰۰ کیلومتر) | |
| ۳۱ | ۱۶ نوامبر ۲۰۰۹  | اس‌تی‌اس-۱۲۹   | ۳۹ای       | کااس‌سی        | ۱۰ روز، ۱۹ ساعت، ۱۶ دقیقه، ۱۳ ثانیه | ۴٬۴۹۰٬۱۳۸ مایل (۷٬۲۲۶٬۱۷۷ کیلومتر) | |
| ۳۲ | ۱۴ مه ۲۰۱۰      | اس‌تی‌اس-۱۳۲   | ۳۹ای       | کااس‌سی        | ۱۱ روز، ۱۸ ساعت، ۲۹ دقیقه، ۰۹ ثانیه | ۴٬۸۷۹٬۹۷۸ مایل (۷٬۸۵۳٬۵۶۳ کیلومتر) | |
| ۳۳ | ۸ ژوئیه ۲۰۱۱    | اس‌تی‌اس-۱۳۵   | ۳۹ای       | کااس‌سی        | ۱۳ روز                              |                                    | آخرین مأموریت |

### یادبود و نشان‌های مأموریت
| پوستر یادبود شاتل آتلانتیس | پوستر یادبود شاتل آتلانتیس | پوستر یادبود شاتل آتلانتیس | پوستر یادبود شاتل آتلانتیس | پوستر یادبود شاتل آتلانتیس | پوستر یادبود شاتل آتلانتیس | پوستر یادبود شاتل آتلانتیس |
| نشان‌های مأموریت            | نشان‌های مأموریت            | نشان‌های مأموریت            | نشان‌های مأموریت            | نشان‌های مأموریت            | نشان‌های مأموریت            | نشان‌های مأموریت            |
| -------------------------- | -------------------------- | -------------------------- | -------------------------- | -------------------------- | -------------------------- | -------------------------- |
|                            |                            |                            |                            |                            |                            |                            |
| اس‌تی‌اس-۵۱-جی               | اس‌تی‌اس-۶۱-بی               | اس‌تی‌اس-۲۷                  | اس‌تی‌اس-۳۰                  | اس‌تی‌اس-۳۴                  | اس‌تی‌اس-۳۶                  | اس‌تی‌اس-۳۸                  |
|                            |                            |                            |                            |                            |                            |                            |
| اس‌تی‌اس-۳۷                  | اس‌تی‌اس-۴۳                  | اس‌تی‌اس-۴۴                  | اس‌تی‌اس-۴۵                  | اس‌تی‌اس-۴۶                  | اس‌تی‌اس-۶۶                  | اس‌تی‌اس-۷۱                  |
|                            |                            |                            |                            |                            |                            |                            |
| اس‌تی‌اس-۷۴                  | اس‌تی‌اس-۷۶                  | اس‌تی‌اس-۷۹                  | اس‌تی‌اس-۸۱                  | اس‌تی‌اس-۸۴                  | اس‌تی‌اس-۸۶                  | اس‌تی‌اس-۱۰۱                 |
|                            |                            |                            |                            |                            |                            |                            |
| اس‌تی‌اس-۱۰۶                 | اس‌تی‌اس-۹۸                  | اس‌تی‌اس-۱۰۴                 | اس‌تی‌اس-۱۱۰                 | اس‌تی‌اس-۱۱۲                 | اس‌تی‌اس-۱۱۵                 | اس‌تی‌اس-۱۱۷                 |
|                            |                            |                            |                            |                            |                            |                            |
| اس‌تی‌اس-۱۲۲                 | اس‌تی‌اس-۱۲۵                 | اس‌تی‌اس-۱۲۹                 | اس‌تی‌اس-۱۳۲                 | اس‌تی‌اس-۱۳۵                 |                            |                            |